# Supremacy
Supremacy es el cuarto álbum de estudio de la banda estadounidense de metalcore Hatebreed, que fue lanzado el 29 de agosto de 2006, y es el primer álbum de la banda con Roadrunner Records. La canción "To the Threshold", apareció anteriormente en la compilación MTV2 Headbangers Ball: The Revenge de MTV2, lanzado en abril de 2006.
El vocalista de la banda, Jamey Jasta afirma que el tema principal del álbum es "vencer los sentimientos de depresión, culpa, tristeza, ansiedad, enajenación. Quise mostrar que hay esperanza, y que debes comenzar contigo. Tú no puedes ayudar a otra persona si no puedes ayudarte a ti mismo"
.

## Lista de canciones
1. "Defeatist" – 3:19
2. "Horrors of Self" – 2:29
3. "Mind Over All" – 1:59
4. "To the Threshold" – 2:49
5. "Give Wings to My Triumph" – 3:05
6. "Destroy Everything" – 3:29
7. "Divine Judgment" – 2:28
8. "Immortal Enemies" – 2:29
9. "The Most Truth" – 2:44
10. "Never Let It Die" – 3:39
11. "Spitting Venom" – 2:49
12. "As Diehard As They Come" – 2:17
13. "Supremacy of Self" – 2:47

### Pistas adicionales
- "New Hate Rising" (non-CD track, disponible exclusivamente bajo iTunes) - 2:36
- "Pollution of the Soul" (non-CD track, disponible exclusivamente bajo MTV/URGE) - 2:56
- "Severed"

## Créditos

### Músicos
- Jamey Jasta - vocalista
- Frank Novinec - guitarra
- Chris Beattie - bajo
- Sean Martin - guitarra
- Matt Byrne - batería
- Brendan Feeney - voz (de fondo)
- Josh Grden - voz (de fondo)
- Patrick Sullivan - voz (de fondo)

### Productores
- Zeuss - productor, ingeniero, mezclador
- Mike Gitter - A&R
- Ted Jensen - mastering
- Heather Baker - violín
- Meran Karanitant - artwork, diseño
- Daragh McDonagh - fotografía

## Posicionamiento
| Listas (2006)     | Posición |
| ----------------- | -------- |
| The Billboard 200 | 31       |